# Phenacoccus tucumanus
Phenacoccus tucumanus  (лат.) — вид полужесткокрылых насекомых-кокцид рода Phenacoccus из семейства мучнистые червецы (Pseudococcidae).

## Распространение
Южная Америка: Бразилия, Аргентина, Парагвай, Уругвай, Эквадор.

## Описание
Питаются соками таких растений, как бразильский перец (Schinus terebinthifolius; Anacardiaceae), апельсин (Citrus sinensis), лимон, цитрус (Рутовые).
Таксон Phenacoccus tucumanus включён в состав рода Phenacoccus Cockerell, 1893 вместе с видами P. herreni, P. hurdi, P. madeirensis, P. manihoti, P. solani, P. solenopsis, P. baccharidis, P. bazarovi и другими. Видовое название происходит от места первого обнаружения (департамент Сан-Мигель-де-Тукуман в аргентинской провинции Тукуман).